# Нутритивный статус
Нутритивный статус — комплекс клинических, антропометрических и лабораторных показателей, характеризующих количественное соотношение мышечной и жировой массы тела пациента .

## Статистика
Последние десятилетия в Российской Федерации, как и во всем мире, увеличивается количество людей с нарушениями нутритивного статуса.
Следует признать тот факт, что среди факторов, предрасполагающих к заболеваниям внутренних органов, нарушения питания являются довольно частыми и весомыми. При этом большинство исследований акцентирует внимание на самом распространенном виде нарушений – несоблюдении режима питания. Однако на сегодняшний день более принципиальным является другой вид нарушений питания – несбалансированность рациона. Наиболее часто отмечается недостаток в пище отдельных аминокислот, витаминов, растительных жиров, микроэлементов, пищевых волокон с одновременно избыточным потреблением холестерина, животных жиров и рафинированных продуктов. Упомянутые нарушения питания могут приводить к нутритивной недостаточности, изменению основных функций внутренних органов, что способствует формированию патологии или обострению хронических заболеваний.
Таким образом, полноценное питание составляет основу жизнедеятельности организма человека и является важным фактором обеспечения резистентности к патологическим процессам различного происхождения.
По данным НИИ питания РАМН, от 40 до 80 % жителей крупных городов имеют нарушения иммунитета, 30 % россиян имеют разнообразные заболевания пищеварительной системы, резко ухудшающие процессы всасывания и переваривания пищи:	
- дефицит витамина С в пищевом рационе отмечается у 70—100 % населения,
- дефицит витаминов группы В и фолиевой кислоты — у 40—80 %,
- дефицит бета-каротина — у 40—60 %,
- дефицит селена — у 85—100 %.

Практически здоровый организм должен получать ежедневно 12 витаминов, 18 аминокислот, целый комплекс микроэлементов, минералов.
Исследования НИИ питания РАМН показали, что большая часть пациентов, поступающих в стационары, имеет существенные нарушения нутритивного (пищевого) статуса :
- 20 % — истощение и недоедание;
- 50 % — нарушения жирового обмена;
- до 90 % имеют признаки гипо- и авитаминозов;
- у более чем 50 % обнаруживаются изменения иммунного статуса.

Анализ, проведенный Европейской ассоциацией клинического питания и метаболизма констатирует трофическую недостаточность у пациентов:
- в хирургии у 27—48 %;
- в терапии у 46—59 %;
- в гериатрии у 26—57 %;
- в ортопедии у 39—45 %;
- в онкологии у 46—88 %;
- в пульмонологии у 33—63 %;
- в гастроэнтерологии у 46—60 %;
- среди инфекционных больных в 42—59 %;
- с хронической почечной недостаточностью — 31—59 %.

У здорового человека потребность в энергии составляет в среднем 25—30 ккал/кг/сутки:
- при малом хирургическом вмешательстве она увеличивается до 35 ккал/кг/сутки;
- при гастроэктомии — до 40 ккал/кг/сутки;
- при политравме становится равной 50—70 ккал/кг/сутки;
- в случаях тяжёлого сепсиса, черепно-мозговой травмы или ожоговой может возрастать до 80 ккал/кг/сутки;
- при повышении температуры тела на 1 °С потребность в энергии может увеличиваться на 13 %.

При незначительном дефиците нутриентов ( белков, жиров, углеводов) включаются механизмы компенсации, которые призваны защитить жизненно важные органы путём перераспределения пластических и энергетических ресурсов:
- снижаются сердечный выброс и сократительная способность миокарда, может развиться атрофия и интерстициальный отек сердца;
- слабость и атрофия дыхательных мышц приводит к нарушению функции дыхания и прогрессирующей одышке,поражение ЖКТ проявляется атрофией слизистой оболочки и потерей ворсинок тонкой кишки, приводящих к синдрому мальабсорбции;
- снижается число и функциональная способность T-лимфоцитов, отмечаются изменения свойств B-лимфоцитов, гранулоцитов, что приводит к длительному заживлению ран;
- особенно страдает функция гипоталамо–гипофизарной системы.

## Диагностика
Пациенты с недостаточностью питания встречаются в практике ежедневно, однако её диагностика достаточно часто осуществляется только на поздних стадиях, когда имеются уже необратимые изменения. Виной тому является недостаточное внимание врачей к нутритивному статусу пациентов, скрытое течение гипотрофии на начальных этапах и т.д.
В современной клинической практике методы оценки питательного статуса подразделяются на несколько групп:
1. 1) клинико–анамнестические;
2. 2) антропометрические;
3. 3) лабораторные.

Антропометрические методы:
1) Измерение массы тела (МТ) и индекса массы тела (ИМТ). МТ сравнивается с рекомендуемой МТ в соответствии с формулой Европейской ассоциации нутрициологов:
```
    РМТ (мужчины) = Р – 100 – (Р – 152)*0,2
    РМТ (женщины) = Р – 100 – (Р – 152)*0,4, где Р – рост в см.
```

2) Оценка потери МТ проводилась согласно анамнестическим данным
Потеря считается выраженной, если величина отклонения фактической массы тела от предыдущей составляет: за неделю >2 %, за 1 месяц >5 %, за 6 месяцев >6,5 %.
3) ИМТ рекомендован как достоверный показатель состояния питания. ИМТ вычислялся по формуле: 
```
    ИМТ = вес (кг)/ рост2 (м2)
```

4) Оценка компонентного состава тела позволяет оценить отдельно мышечную (тощую) и жировую составляющие массы тела. Это особенно важно в ситуациях, когда потеря белка маскируется за избыточной жировой тканью.
Измерение тощей массы тела (ТМТ) производят калиперметрическим методом. С помощью калипера (адипометра) измеряются кожно–жировые складки (КЖС) в 4 стандартных точках: на уровне средней трети плеча над бицепсом, над трицепсом, на уровне нижнего угла лопатки, в правой паховой области на 2 см выше средней пупартовой связки. Затем высчитывается сумма всех 4 складок и определяется жировая масса тела по расчетным формулам. ТМТ подсчитывается путём вычитания из общей массы тела массы жировой ткани
Нормальным содержанием жира в организме считается для мужчин 15—25 %, для женщин 18—30 % от общей массы тела, хотя эти показатели могут варьироваться. Скелетная мускулатура в среднем составляет 30 % от ТМТ, масса висцеральных органов — 20 %, костная ткань — 7 %.
Лабораторные методы оценки питательного статуса
Лабораторные исследования дают возможность достаточно полно выявлять нарушения метаболических процессов, т.к. позволяют оценивать как соматический, так и висцеральный пул белка.
Определяют следующие показатели:
- альбумин;
- трансферрин;
- транстирретин;
- ретинолсвязывающий белок.

Также определяют иммунологические показатели:
- абсолютное количество лимфоцитов;
- кожную реакцию на введение антигена

Степень недостаточности питания оценивается в соответствии с рекомендациями Европейской Ассоциации Клинического питания и Метаболизма (ESPEN).
Вне зависимости от причины, клинические последствия недостаточности питания едины и включают в себя следующие синдромы:
- астено–вегетативный синдром;
- мышечная слабость, снижение толерантности к физической нагрузке;
- иммунодефициты, частые инфекции;
- дисбактериоз (или синдром повышенной контаминации тонкой кишки);
- синдром полигландулярной эндокринной недостаточности;
- жировая дистрофия печени;
- потеря либидо у мужчин, аменорея у женщин;
- полигиповитаминозы.

Установлено, что масса тела и смертность – взаимосвязанные между собой параметры. Доказано, что смертность резко возрастает при ИМТ менее 19 кг/м2. Дефицит массы тела 45—50 % является фатальным.